# Jean-Jacques Crenca
Pas d'image ? Cliquez ici

a Compétitions nationales et continentales officielles uniquement.

b Matchs officiels uniquement.
Dernière mise à jour le 19 janvier 2012.
Jean-Jacques Crenca, né le 3 avril 1969 à Marmande (Lot-et-Garonne), est un joueur de rugby à XV et à XIII français reconverti entraîneur. Il a joué en équipe de France de 1996 à 2004 et évoluait au poste de pilier gauche.
Arrivé au début de la saison 2006-2007 au Rugby club toulonnais, il est nommé entraîneur des avants du club le 22 janvier 2007 et officie comme entraîneur-joueur pour le reste de la saison. Il prend sa retraite en 2007 et reste au club en tant qu'entraîneur des avants aux côtés de Martial Cottin et sous l'œil de Tana Umaga nommé manager général.

## Carrière de joueur

### En club
- Duras 13 (jusqu'en cadet)
- US Marmande jusqu'en 1993 (junior et senior)
- 1993-2006 : SU Agen
- 2006-2007 : RC Toulon

Avec le SU Agen, il a participé aux compétitions européennes suivantes :
- 1996-1997 à 2001-2002 : Bouclier européen
- 2003-2004 : Coupe d'Europe
- 2004-2005 et 2005-2006 : Challenge européen

### En équipe nationale
Il a disputé son premier test match en équipe de France le 7 décembre 1996 contre l'équipe d'Afrique du Sud, et son dernier le 27 mars 2004 contre l'équipe d'Angleterre lors du tournoi des six nations qui a valu un Grand chelem à la France.
Sa carrière internationale reste marquée par une expulsion lors du match disputé le 27 juin 1999 par le XV de France contre la Nouvelle-Zélande à Wellington et remporté sur le score sans appel de 57 à 7 par les All Blacks : rentré en jeu à la soixante-treizième minute pour remplacer Christian Califano, Jean-Jacques Crenca est expulsé au bout de cinq minutes pour avoir marché sur l'épaule d'un joueur néo-zélandais. Cette expulsion lui a certainement couté sa place à la Coupe du Monde, Cédric Soulette lui étant préféré.
Il ne retrouvera l'équipe de France que 2 ans plus tard, sur une victoire face à l'Afrique du Sud. Il reconquiert alors une place de titulaire, qui lui permettra de gagner un grand chelem dans le Tournoi des VI Nations de 2002, et de participer à la Coupe du Monde 2003 à l'issue de laquelle il sera élu meilleur pilier gauche du monde par le journal l'équipe. Sa carrière internationale s'arrêtera sur un second grand chelem, obtenu celui-ci comme remplaçant, en 2004.
Il aura marqué mondialement son poste de pilier gauche en alliant la solidité du pilier traditionnel et la mobilité du pilier moderne.

### Avec les Barbarians
Le 1er novembre 1995, il est invité une première fois avec les Barbarians français pour jouer contre la Nouvelle-Zélande à Toulon. Les Baa-Baas s'inclinent 19 à 34. Le 11 novembre 1997, il joue de nouveau avec les Barbarians français contre l'Afrique du Sud à Biarritz. Les Baa-Baas s'imposent 40 à 22.
En novembre 2000, il est sélectionné une dernière fois avec les Barbarians français pour jouer la Nouvelle-Zélande au Stade Bollaert à Lens. Les Baa-Baas parviennent à s'imposer 23 à 21.

## Carrière d'entraîneur
- 2007-2008 : RC Toulon (entraîneur des avants)
- 2013-2016 : SU Agen (entraîneur des avants)

La direction du RCT officialise la fin de sa collaboration avec Jean-Jacques Crenca le 27 octobre 2008 après un mauvais début de saison du club au Top 14. En mars 2017, il rejoint le staff de l'équipe nationale d'Algérie, avec François Gelez, à l'occasion de la coupe d'Afrique des nations (dans la Division 1C) pour épauler le nouveau sélectionneur Boumedienne Allam.
| Saison      | Club      | Division | Poste  | Classement                             | Coupe d'Europe | Challenge Européen |
| ----------- | --------- | -------- | ------ | -------------------------------------- | -------------- | ------------------ |
| 2007 - 2008 | RC Toulon | Pro D2   | Avants | Champion de France de PRO D2           | -              | -                  |
| 2013 - 2014 | SU Agen   | Pro D2   | Avants | 2e, éliminé en finale d'accession      | -              | -                  |
| 2014 - 2015 | SU Agen   | Pro D2   | Avants | 4e, Vainqueur de la finale d'accession | -              | -                  |
| 2015 - 2016 | SU Agen   | Top 14   | Avants | 13e                                    | -              | Éliminé en poule   |

## Palmarès de joueur

### En club
- Championnat de France de première division :
  - Vice-champion (1) : 2002
- Bouclier européen : 
  - Finaliste (1) : 1998 (ne participe pas à la finale)

### En équipe nationale
- 39 sélections en équipe de France entre 1996 et 2004
- 4 essais (20 points)
- Sélections par année : 1 en 1996, 4 en 1999, 6 en 2001, 10 en 2002, 13 en 2003, 5 en 2004
- Tournois des Six Nations disputés : 2002, 2003, 2004
- Grand Chelem : 2002, 2004

#### Tournoi des Six Nations
| Édition          | Rang | Résultats France | Résultats Crenca | Matchs Crenca |
| ---------------- | ---- | ---------------- | ---------------- | ------------- |
| Six Nations 2002 | 1    | 5 v, 0 n, 0 d    | 5 v, 0 n, 0 d    | 5/5           |
| Six Nations 2003 | 3    | 3 v, 0 n, 2 d    | 3 v, 0 n, 2 d    | 5/5           |
| Six Nations 2004 | 1    | 5 v, 0 n, 0 d    | 5 v, 0 n, 0 d    | 5/5           |

Légende : v = victoire ; n = match nul ; d = défaite ; la ligne est en gras quand il y a Grand Chelem.

#### Coupe du monde
- En Coupe du monde :
  - 2003 : 6 sélections (Fidji, Japon, Écosse, Irlande, Angleterre, Nouvelle-Zélande), 2 essais

| Édition        | Rang      | Résultats France | Résultats Crenca | Matchs Crenca |
| -------------- | --------- | ---------------- | ---------------- | ------------- |
| Australie 2003 | Quatrième | 5 v, 0 n, 2 d    | 4 v, 0 n, 2 d    | 6/7           |